# Wandalbert de Prüm
Wandalbert de Prüm, né vers 813 et mort vers 870 à Prüm en Lotharingie, est un moine bénédictin, théologien et diacre à l'abbaye de Prüm. 
Il entra dans le monastère, l'un des plus importants de l'époque carolingienne, vers l'an 839. Possiblement d'origine française, Wandalbert est lié au cercle de Florus de Lyon. Il est l'auteur d'une vie du saint Goar de Rhénanie complétée d'un recueil de miracles. Il a également rédigé le Martyrologium, un calendrier liturgique en vers latins dédié à l'empereur Lothaire Ier qui meurt à Prüm en 855, et des poèmes didactiques (Horologium, De horarum metis, De mensium nominibus, De creatione mundi).